# A Happy Coercion
A Happy Coercion è un cortometraggio muto del 1914. Il nome del regista non viene riportato nei credit del film che, prodotto dalla Flying A, si basa su un soggetto di Theodosia Harris.

## Trama
La non più giovanissima Cynthia non spera quasi più che il vecchio Tom, di cui lei si è presa cura per oltre quindici anni, le si dichiari. Una sera i due si recano insieme in chiesa dove viene annunciato il fidanzamento di John e Mary, una coppia di giovani innamorati. Big Bob, un cowboy, desidera che il matrimonio si celebri quella stessa sera, ma i due scappano via. Big Bob, preso con sé il pastore, parte a caccia dei fuggitivi senza però riuscire a trovarli. Sulla strada del ritorno, incrociano Tom, che ha appena lasciato a casa a piangere la sempre più delusa Cynthia. In mancanza di meglio, la banda cattura Tom e, dopo averlo condotto a casa di Cynthia, lo fanno finalmente sposare alla vecchia signorina.

## Produzione
Il film fu prodotto dall'American Film Manufacturing Company (come Flying A).

## Distribuzione
Distribuito negli Stati Uniti dalla Mutual, il film - un cortometraggio in una bobina - uscì nelle sale cinematografiche l'8 aprile 1914.